# Мартин Симеонов (футболист, р. 1992 г.)
Мартин Михайлов Симеонов е български футболист продукт на Академия Литекс и състезател на Сливнишки герой. Бивш състезател на Българския Нац. отбор за юноши до 17 г. и до 19 г. Универсален защитник, може да играе еднакво добре както в центъра на защитата, така и на десния фланг, но най-добре се изявява като ляв бек.

## Състезателна кариера
Мартин започва да тренира футбол през 2001 г. в ДЮШ на Литекс още преди официално да е създадена Академията, а първият му треньор е Митко Маринов. Преминава през всички юношески формации на клуба, като през годините треньори са му още Пламен Линков, Евгени Колев, Николай Димитров – Джайч и Петко Петков. Играе еднакво добре и с двата крака. Със своите връстници печели първи места в редица юношески турнири в България и в чужбина. През 2009 г. става шампион на България при юношите младша възраст, родени 1992 г., като в директен спор за титлата Литекс побеждава в Правец връстниците си от Левски (София) с 4:2. Пак през същата година на VI издание на Международния юношески турнир „Юлиян Манзаров“ Литекс с Мартин попадат в т.нар. „желязна група“ в които са още отборите на Левски (София), ЦСКА (София) и Стяуа Букурещ. „Оранжевите“ завършват на първо място и се класират на финал. Там за трофея спорят с „гранда“ Барселона и след победа с 1:0 печелят турнира. През тази година Мартин е неизменен титуляр и в дублиращия отбор на Литекс, като за сезон 2008/09 записва общо 60 изиграни мача за Националния отбор, както и за своята възрастова група в Академия Литекс и дублиращият отбор. Добрите игри на младока не остават незабелязани и логично идва признанието. Новият старши треньор на Литекс Ангел Червенков го кани в мъжкия състав за контролата с Етър ВТ, спечелена с 2 – 0 и така на 9 септември 2009 г. Мартин прави неофициален дебют за първия състав. В последния мач на мъжкия отбор през 2010 г.влиза в разширения състав за срещата от А група срещу Спортист Своге, след която Литекс вдига титлата на България. Шампион на България с дублиращия отбор на Литекс за сезон 2009/10. Шампион на България за юноши старша възраст в Елитна юношеска група до 19 години за сезон 2010/11. След завършване на „Академия Литекс“ той преминава в състава на Чавдар (Бяла Слатина). От пролетния полусезон на 2012 г. е играч на лидера в ЮИ В група – Тунджа Ямбол. След края на сезона решава да напусне и преминава в отбора на „ПФК“ Несебър, където остава до май 2014 г. След двугодишен престой край морето, Мартин отива на проби в новака в елита „Марек“ – Дупница, които минава успешно, но контузия го вади от терените за 3 месеца и го лишава от договор. В края на 2014 г. преминава в отбора на „Видима – Раковски“ и там доиграва сезона. От началото на сезон 2015/2016 е футболист на „Сливнишки герой“.

## Национален отбор
Мартин Симеонов има общо 20 изиграни мача за Юношеския Нац. отбор на България. До 17 г. играе под ръководството на Борис Ангелов, а до 19 г. на Атанас Атанасов – Орела. Има записани официални срещи – две срещу Румъния и две срещу Ейре, както и срещу Азербайджан, Полша и Черна гора на европейски квалификации. През 2008 г. с Нац. отбор, Мартин взима участие на турнира „Юлиян Манзаров“ на който играе във всички мачове и отбелязва един гол.

## Успехи
- Международен юношески турнир „Юлиян Манзаров“ – 2009
- Шампион на България при юноши младша възраст родени 1992 г. – 2009
- Шампион на България в Дублираща футболна група – 2009/10
- Шампион на България при юноши старша възраст до 19 г. – 2010/11